# Wildwasserrennsport-Europameisterschaften 2005
2005 fanden die 5. Europameisterschaften im Wildwasserrennsport im französischen Chalaux auf dem Chalaux statt.

## Ergebnisse

### Nationenwertung

#### Gesamt
| Platz  | Land        | Gold | Silber | Bronze | Gesamt |
| ------ | ----------- | ---- | ------ | ------ | ------ |
| 1      | Frankreich  | 5    | 3      | 3      | 11     |
| 2      | Tschechien  | 3    | 1      | 5      | 9      |
| 3      | Slowakei    | 2    | 2      | -      | 4      |
| 4      | Deutschland | 1    | 3      | 3      | 7      |
| 5      | Italien     | 1    | 1      | -      | 2      |
| 6      | Kroatien    | -    | 2      | 1      | 3      |
| Gesamt | Gesamt      | 12   | 12     | 12     | 36     |

#### Classic
| Platz  | Land        | Gold | Silber | Bronze | Gesamt |
| ------ | ----------- | ---- | ------ | ------ | ------ |
| 1      | Frankreich  | 3    | 1      | 2      | 6      |
| 2      | Tschechien  | 2    | 1      | 4      | 7      |
| 3      | Slowakei    | 2    | 1      | -      | 3      |
| 4      | Deutschland | 1    | 2      | 2      | 5      |
| 5      | Kroatien    | -    | 2      | -      | 2      |
| 6      | Italien     | -    | 1      | -      | 1      |
| Gesamt | Gesamt      | 8    | 8      | 8      | 24     |

#### Sprint
| Platz  | Land        | Gold | Silber | Bronze | Gesamt |
| ------ | ----------- | ---- | ------ | ------ | ------ |
| 1      | Frankreich  | 2    | 2      | 1      | 5      |
| 2      | Tschechien  | 1    | -      | 1      | 2      |
| 3      | Italien     | 1    | -      | -      | 1      |
| 4      | Deutschland | -    | 1      | 1      | 2      |
| 5      | Slowakei    | -    | 1      | -      | 1      |
| 6      | Kroatien    | -    | -      | 1      | 1      |
| Gesamt | Gesamt      | 4    | 4      | 4      | 12     |